# Parc national de Nordvest-Spitsbergen
Le parc national de Nordvest-Spitsbergen (Nordvest-Spitsbergen Nasjonalpark) est un parc national de l'archipel du Svalbard, dans le nord-ouest de l'île du Spitzberg, en Norvège. Des îles telles que Danskøya ou Moffen sont comprises dans le parc.
Créé en 1973, il s'étend sur 9 914 km2, dont 3 683 km2 sont terrestres et 6 231 km2 sont marins. Il abrite le Magdalenfjord.

## Faune
1 000 morses ont été recensés sur l'île Moffen.
On y trouve de nombreux cétacés : narval, béluga, dauphin, baleine à bosse, baleine bleue, orque...
Les animaux terrestres comprennent les rennes, les renards arctiques, c’est aussi une zone d’hibernation pour les ours polaires.

### Oiseaux de mer
Le parc contient de nombreuses colonies d’oiseaux de mer. Environ un tiers de la zone, composée principalement de falaises marines, d’îles et autres caractéristiques côtières, a été identifiée comme une zone importante pour la conservation des oiseaux par BirdLife International parce qu’elle abrite des populations reproductrices d’oies bernaches et de bernaches cravant, d’eiders à duvet et de guillemots de Brünnich
. 